# .bm
.bm為英國海外領地百慕大國家及地區頂級域（ccTLD）的域名。1993年3月31日啟用。它最初於1993年3月由百慕大学院負責管理，2007年由百慕大注册总署負責管理。

## 历史
.bm域名最初于1993年3月委托百慕大学院管理，2007年重新授权予百慕大注册总局（Registrar General of Bermuda）作为实际运营机构。

## 域名架构
支持二级域名.bm直接注册，同时开放多个三级子域类别。
| 域名层级 | 注册用途               |
| -------- | ---------------------- |
| .bm      | 个人使用               |
| .biz.bm  | 小微企业及专业人士     |
| .net.bm  | 小微企业及专业人士     |
| .co.bm   | 企业及商业用途         |
| .com.bm  | 企业及商业用途         |
| .org.bm  | 组织/专业机构/行业协会 |
| .edu.bm  | 组织/专业机构/行业协会 |

## 外部連結
- IANA .bm whois information（页面存档备份，存于）